# Thranduil
Thranduil – postać ze stworzonej przez J.R.R. Tolkiena mitologii Śródziemia, Sindar, król elfów leśnych z północnej części Mrocznej Puszczy, nazywanej Leśnym Królestwem; syn Orophera i ojciec Legolasa.
Występuje w Hobbicie (nosi tam miano król elfów). Informacje na jego temat znajdują się także we Władcy Pierścieni, Niedokończonych opowieściach i Silmarillionie.
Określenie czasu jego urodzenia budzi wątpliwości. Dodatek B do Władcy Pierścieni podaje, że przed zbudowaniem Barad-dûr (ok. 1000 rok Drugiej Ery) Sindarowie migrowali z Lindonu na wschód; „niektórzy z nich założyli królestwa w odległych lasach. (…) Jednym z takich władców był Thranduil”. Tymczasem według późniejszego tekstu opublikowanego w Niedokończonych Opowieściach królem „królestwa Thranduila” w omawianym okresie był Oropher.
Thranduil wziął udział w wojnie Ostatniego Sojuszu, gdzie zginął jego ojciec wraz z dwiema trzecimi ich armii. Jest to najwcześniejsze wydarzenie, w którym Thranduil z pewnością brał udział. Odtąd występuje on w źródłach konsekwentnie jako król Leśnego Królestwa.
Należał prawdopodobnie do Białej Rady. Dzięki niemu Czarnoksiężnik został wypędzony z Dol Guldur. Kiedy Kompania Thorina wkroczyła do Leśnego Królestwa, została uwięziona przez gwardzistów Thranduila. Dowodził elfami w Bitwie Pięciu Armii. Po ucieczce drużyny i zabiciu Smauga król domagał się zwrotu części skarbu zrabowanej elfom przez smoka, a zgromadzonej w Ereborze. Thorin odmawiał do czasu, gdy Bilbo Baggins ukradł Arcyklejnot i przyniósł go Thranduilowi i Bardowi.
W 3017 roku Trzeciej Ery otrzymał od Aragorna zadanie trzymania Golluma na uwięzi. W czerwcu 3018 roku Gollum uciekł w czasie napadu orków, a Thranduil wysłał swojego syna do Rivendell z wiadomością o tym wydarzeniu.
Ostatni raz Thranduil wspominany jest w Dodatkach do Władcy Pierścieni, kiedy broni Leśnego Królestwa, a następnie, po upadku Saurona, spotyka się z Celebornem 6 kwietnia 3019 roku Trzeciej Ery w celu omówienia dalszych losów królestw obu władców.
W animowanej wersji Hobbita z 1977 głosu Thranduilowi użyczył Otto Preminger. W ekranizacji Hobbita Petera Jacksona, Thranduila gra Lee Pace.